# Van Dyksbaai
Van Dyksbaai is een dorp in de regio West-Kaap in Zuid-Afrika. De plaats is gelegen in de gemeente Overstrand.
Anno 2019 is het een handelsplaatsje.